# Riencourt-lès-Cagnicourt
Riencourt-lès-Cagnicourt település Franciaországban, Pas-de-Calais megyében. Lakosainak száma 249 fő (2022. január 1.). Riencourt-lès-Cagnicourt Cagnicourt, Bullecourt, Hendecourt-lès-Cagnicourt, Noreuil és Quéant községekkel határos.

## Népesség
A település népessége az elmúlt években az alábbi módon változott:
| Lakosok száma | 275  | 269  | 262  | 258  | 253  | 249  | 247  | 249  |
|               | 2013 | 2015 | 2017 | 2018 | 2019 | 2020 | 2021 | 2022 |